# StumbleUpon
StumbleUpon fue un sitio web comercial que integraba una red social que permitía a los usuarios intercambiar páginas de interés en línea haciendo uso principalmente de una barra de herramientas disponible como extensión para los navegadores Firefox, Mozilla Application Suite, Internet Explorer y Google Chrome. El sistema automatizaba la colección, distribución y reseña de contenido web de un modo intuitivo, proveyendo al usuario navegar la red y localizar páginas de su interés mediante una sola pulsación de ratón, una vez completado un registro inicial donde el usuario identificaba sus temas de interés y otras preferencias. StumbleUpon también permitía editar tus intereses para poder descubrir páginas que fueran más interesantes para el usuario.
El 30 de mayo de 2007 StumbleUpon fue adquirido por la compañía eBay por la suma de 75 millones de dólares estadounidenses.
Stumbleupon cerró definitivamente después de 16 años en operaciones el 24 de mayo de 2018 en favor de otra plataforma similar llamada Mix.